# Стамо Янков
Стамо Янков е български общественик.

## Биография
Янков е роден на 20 юли 1882 година в Малко Търново, Османската империя, днес в България. Произходжа от видното семейство Чорбадживълкови. Завършва прогимназия в Малко Търново. Учи в Одринската гимназия. В 1898 година завършва с тринадесетия випуск Солунската българска мъжка гимназия. Учителства в Малко Търново. По време на Илинденско-Преображенското въстание баща му е арестуван, а брат му е осъден на смърт, докато той се спасява и бяга в България, като става учител в Бургаско. След амнистията в 1904 година се връща в Османската империя и става служител в Охридската българска митрополия. Подпомага Антон Страшимиров при анкетата му във връзка с реформената акция. Арестуван е от властите и влачен по затворите в Битоля, Солун, Скопие и Одрин. Освободен след Младотурската революция в 1908 година, Янков е въдворен в Малко Търново. С екзархийска стипендия завършва право в Солун, където учителства.
Делегат е от Малко Търново на Първия общ събор на Българската матица в Солун от 20 до 22 април 1910 година.
През Балканската война е юрисконсулт на губернаторството в Солун, а през Първата световна война служи в Нишкото военно губернаторство. От 1918 до 1933 година е юрисконсулт във Военното министерство.